# Harald Rein
Harald Rein (ur. 1 października 1957) – szwajcarski duchowny starokatolicki pochodzenia niemieckiego, biskup-zwierzchnik Kościoła Chrześcijańskokatolickiego w Szwajcarii, działacz ekumeniczny i społeczny, publicysta. W latach 2001–2009 wikariusz biskupa Fritza-René Müllera.
Członek Międzynarodowej Konferencji Biskupów Starokatolickich.
Z pochodzenia jest Niemcem, od 2001 roku posiada obywatelstwo szwajcarskie. W 1982 roku ukończył studia na Wydziale Teologii Starokatolickiej na Uniwersytecie w Bernie i w tym samym czasie został wyświęcony na duszpasterza w Kościele Chrześcijańskokatolickim w Szwajcarii, najpierw piastował funkcję wikariusza parafii w Möhlin, a w latach 1983-1993 duszpasterzował w Obermumpf, od 1993 roku proboszcz parafii w Zurychu.
12 czerwca 2009 w Olten, podczas 141. sesji Synodu Kościoła Chrześcijańskiego w Szwajcarii został wybrany na siódmego biskupa tej wspólnoty. Uzyskał on 87 (minimalna liczba: 80) głosów 120 elektorów i w drugiej turze głosowania otrzymał nominację biskupią.
Konsekracja biskupia odbyła się 12 września 2009 roku w Zurychu. Głównym konsekratorem Haralda Reina był abp dr Joris Vercammen – przewodniczący Międzynarodowej Konferencji Biskupów Starokatolickich. Po nim dłonie na głowie nowego biskupa położyli inni biskupi starokatoliccy (min. bp prof. dr hab. Wiktor Wysoczański z Kościoła Polskokatolickiego) i biskupi różnych anglikańskich Kościołów, z którymi Unia Utrechcka pozostaje w pełnej wspólnocie komunijnej.